# Haegue Yang
Haegue Yang, född 12 december 1971 i Seoul, är en sydkoreansk installationskonstnär. 
Haegue Yang är dotter till journalisten Hansoo Yang och författaren Misoon Kim. Hon utbildade sig i konst på Seoul National University, med en kandidatexamen 1994 och på Städelschule i Frankfurt am Main i Tyskland, med en magisterexamen 1999. Hon flyttade därefter till Berlin. Hon bor och arbetar i Seoul och Berlin.
Hon använder ofta vardagsobjekt i sina konstverk. Hon representerade Sydkorea i Venedigbiennalen 2009 och deltog i dOCUMENTA (13) i Kassel i Tyskland 2012. 
Haegue Yang utsågs efter en tävling 2014 att utföra de tre konstverken Dispersed three in live conjunction på fasader till Malmö Live i Malmö.

## Utmärkelser
- 2005 Cremer Preis, Stiftung Sammlung Cremer, Münster i Tyskland
- 2008 Baloise Preis, Kunsthalle Hamburg i Tyskland
- 2018 Wolfgang Hahn Preis, Museum Ludwig i Tyskland